# Manga Time Kirara Forward
Manga Time Kirara Forward (jap. まんがタイムきららフォワード, Manga Taimu Kirara Fowādo) ist ein japanisches Manga-Magazin, das sich an junge Männer richtet und daher der Gattung Seinen zugeordnet wird. Es erscheint seit 2006 beim Verlag Hōbunsha und verkauft etwa eine Auflage von 50.000 Stück.
Das Magazin gehört zur „Manga Time Kirara“-Familie, die wiederum ein Ableger der Manga Time ist.

## Serien (Auswahl)
- Anne Happy von Cotoji
- Dōjin Work von Hiroyuki
- Gakkō Gurashi! von Norimitsu Kaihō und Sadoru Chiba
- Hanayamata von Sō Hamayumiba
- Mahō Shōjo Kazumi Magica – The innocent malice von Masaki Hiramatsu und Takashi Tensugi
- Merry Nightmare von Yoshitaka Ushiki
- Tamayomi von Mountain Pukuichi
- Tonari no Kashiwagi-san von Kinusa Shimotsuki
- Yurukyan△ von Afro